# Đau đớn ở cá

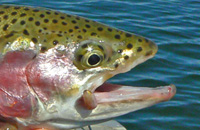
Một con cá hồi cầu vồng với biểu hiện đau đớn

Đau đớn ở cá là trải nghiệm cảm giác đau đớn được cho là có ở các loài cá. Đây cũng là một chủ đề còn gây tranh cãi với nhiều quan điểm còn khác biệt theo đó nên phân định rõ giữa cảm giác về tâm lý hay đơn thuần chỉ là phản ứng do áp lực, áp suất, kích thích. 

## Cơ chế
Cá đã được chứng minh là có tế bào thần kinh cảm giác rất nhạy cảm với các kích thích gây hại và đồng nhất về sinh lý giống với các thụ thể ở người. Các đáp ứng hành vi và sinh lý với một kích thích đau xuất hiện tương tự các động vật lưỡng cư, chim và động vật có vú, và khi được cho uống một loại thuốc giảm đau thì những phản ứng này cũng giảm. Những người ủng hộ bảo vệ động vật đã dấy lên lo ngại về sự đau đớn có thể có ở cá khi bị câu. Dựa trên kết quả của những nghiên cứu gần đây, một số nước như Đức, đã cấm các loại ngư cụ chuyên biệt, và Hội bảo vệ động vật Hoàng gia Anh (RSPCA) giờ đây sẽ chính thức khởi kiện những người nào tàn nhẫn với cá. Các nghiên cứu cho thấy rằng cá thể hiện phản ứng hành vi tự bảo vệ đối với các kích thích gây đau đớn.

## Các ví dụ
Các loài cá nguyên sinh như Petromyzon marinus có dây thần kinh tự do trong da phản ứng với nhiệt và áp suất cơ học. Tuy nhiên, các phản ứng hành vi liên quan đến nociception đã không được ghi lại, và cũng rất khó để xác định xem các cơ quan thụ cảm động thực vật có chứng đau thắt ngực thực sự là đau thụ cảm hay cụ thể là áp lực. Cá hồi cầu vồng (Oncorhynchus mykiss) có các bộ cảm thụ đau đa hình trên mặt và mũi, đáp ứng với áp suất cơ học, nhiệt độ trong khoảng độc hại (> 40 °C), và 1% axit axetic (chất gây kích ứng hoá học).
Các nghiên cứu sâu hơn cho thấy các bộ cảm thụ đau nocceptors được phân bố rộng rãi hơn trên cơ thể của cá hồi vân, cũng như cá tuyết và cá chép. Các vùng nhạy cảm nhất của cơ thể là quanh mắt, lỗ mũi, phần thịt của đuôi, vây ngực và vây lưng. Chúng cũng có giác quan cảm giác đau giác mạc. Trong số 27 thụ thể được điều tra trong một nghiên cứu, bảy là đau thụ cảm đa hình và sáu chứng đau thụ cảm cơ học. Các ngưỡng cơ và nhiệt thấp hơn các cơ quan thụ cảm ngoài da, cho thấy độ nhạy lớn hơn trong giác mạc. Cá xương có các thụ cảm thụ đau có chức năng tương tự như ở động vật có vú. 